# Kanselier van de Orde van de Nederlandse Leeuw en de Orde van Oranje-Nassau
De term "Kanselier van de Orde van de Nederlandse Leeuw en de Orde van Oranje-Nassau" komt in de Wet op de Orde van de Nederlandse Leeuw niet voor. In de Wet op de Orde van Oranje-Nassau van 1893 wordt vermeld dat de Kanselier van de Orde van de Nederlandse Leeuw ook Kanselier van de nieuwe ridderorde zou zijn. Dat er in 1893 geen Kanselier was werd buiten beschouwing gelaten.
Men gaf de taak stilzwijgend aan de Kanselier van de Nederlandse Ridderorden, Luitenant-generaal Huibert Gerard Boumeester.
De titel "Kanselier van de Orde van de Nederlandse Leeuw en de Orde van Oranje-Nassau" komt in een Koninklijk Besluit van 2 oktober 1907 waarin Koningin Wilhelmina J.H.L.F. von Franck benoemt voor. De Militaire Willems-Orde werd in dat jaar onder de hoede van Viceadmiraal Frederik Jan Stokhuyzen gesteld. Het ambt van Kanselier van de Orde van de Nederlandse Leeuw en de Orde van Oranje-Nassau werd in 1916 stilzwijgend weer afgeschaft.